# Чарльз Кей Огден
Чарльз Кей Огден (англ. Charles Kay Ogden; 1.06.1889 Флітвуд — 21.03.1957 Лондон) — англійський письменник, лінгвіст, творець міжнародної штучної мови Basic English.